# Bhinga
Bhinga è una suddivisione dell'India, classificata come nagar panchayat, di 20.400 abitanti, capoluogo del distretto di Shravasti, nello stato federato dell'Uttar Pradesh. In base al numero di abitanti la città rientra nella classe III (da 20.000 a 49.999 persone).

## Geografia fisica
La città è situata a 27° 43' 0 N e 81° 55' 60 E e ha un'altitudine di 119 m s.l.m..

## Società

### Evoluzione demografica
Al censimento del 2001 la popolazione di Bhinga assommava a 20.400 persone, delle quali 10.729 maschi e 9.671 femmine. I bambini di età inferiore o uguale ai sei anni assommavano a 3.737, dei quali 1.884 maschi e 1.853 femmine. Infine, coloro che erano in grado di saper almeno leggere e scrivere erano 9.239, dei quali 5.657 maschi e 3.582 femmine.